# Абу Суфьян ас-Сулями
Турки́ ибн Муба́рак аль-Бинали́ (араб. تركي بن مبارك البنعلي‎; 3 сентября 1984, Мухаррак, Бахрейн — 31 мая 2017, Меядин), также известный как Абу́ Суфья́н ас-Сулями́ (араб. أبو سفيان السلمي‎) и Абу́ Хума́м аль-Аса́ри (араб. أبو همام الأثري‎) — бахрейнский исламский богослов и салафитский проповедник, бывший идеолог и один из высокопоставленных членов международной террористической организации «Исламское государство».
Будучи учеником Абу Мухаммада аль-Макдиси и ряда других салафитских богословов, Турки аль-Бинали считался самым известным шариатским экспертом и «главным богословом» ИГ. В «Исламском государстве» ас-Сулями занимал должность главного шариатского судьи, и возглавлял «Научно-исследовательское бюро» — организацию, ответственную за исследование вопросов шариата и выпуск фетв. Турки аль-Бинали занимался написанием собственных трудов и пропагандистских брошюр, вёл программу с фетвами на радио «Аль-Баян», и, таким образом, имел огромный религиозный авторитет в группе. 
Абу Суфьян ас-Сулями погиб 31 мая 2017 года в сирийском городе Меядин в результате авиаудара силами международной коалиции во главе с США.

## Биография
Родился в Бахрейне 3 сентября 1984 года, по происхождению из рода, очень близкого к королевской семье Аль-Халифа, жил в городе Мухаррак (район Бусайтин). Учился в медресе в Дубае, но был арестован и депортирован за джихадистские наклонности. Затем учился в Бейруте, а затем снова приехал в Бахрейн. Многократно арестовывался властями разных стран во время своих передвижений, которыми ему был запрещён въезд в эти страны. Получил разрешение от салафитского шейха Макдиси на преподавание своих работ. Также изучал работы Абдуллаха ибн Джибрина, Зухейра аш-Шавиша, Умара аль-Хаддуши.
Ездил по разным арабским странам, где выступал с проповедями. Участвовал в качестве спикера в демонстрации в поддержку Исламского государства в Манаме перед посольством США. В июне 2013 года выступал с джихадистскими призывами в Сирте. Является одним из главных идеологов группировки, самый известный её шариатский эксперт. Оба его кузена также присоединились к ИГ. В июле 2013 года написал биографию Абу Бакра аль-Багдади. Контактировал со многими алимами, пытаясь склонить к поддержке ИГ.
В начале 2015 года был лишён гражданства Бахрейна. После подрыва шиитской мечети в Кувейте аль-Бинали выступил с угрозой устроить следующий теракт в самом Бахрейне. Считал дозволенным брать в рабство детей «кафиров» и обращать их в ислам. Оправдывал взятие езидок в сексуальное рабство.
20 июня 2017 года западная коалиция против ИГ сообщила, что ас-Сулями погиб от авиаудара 31 мая 2017 года в городе Меядине.

## Работы
Некоторые из работ на Archive.org:
- https://archive.org/details/SummarizedNotesFromTheClassesOnTheThreeFundamentalPrinciples
- https://archive.org/details/SheikhTurkiAlBinaliOnTheLatestMessageBySheikhAymanAlDhawaahiri
- https://web.archive.org/web/20141112011913/https://addawlah.files.wordpress.com/2014/10/stretch-forth-your-hands-to-give-the-bayah-to-al-baghdaadi.pdf